# Дзержинск (Лельчицкий район)
Дзержинск (бел. Дзяржынск) — деревня Лельчицкого района Гомельской области Беларуси на реке Ствига. Автодорогами соединена с Лельчицами и Туровом. На территории деревни расположен Дзержинский сельсовет.

## Хроника
Первое письменное упоминание села датируется 20 марта 1520, когда князь Константин Острожский и его жена Татьяна «записали есмо к церкви соборной Успения пресвятые Богоматери, владычества Туровского, в замку нашом Турове будучей, …село Симоничи, село Радиловичи, со всими пашнями и кгрунтами их, как в собе ся мають, с польми, и с бортною землею, и с повинностью дяколною, пеняжною и медовою, и со всею околичностью…»
- 1777: «Radzilowicze». Строительство униатской церкви.
- 1787, февраля 21: Деревня парафии Глинненской церквы. 30 домов.
- 1800, февраля 20: Радиловичская каплица св. Тройцы, присоединенная к Глушкевичской парафиальной церкви.
- 1834: Синод принимает решение о строительстве в присоединенном из унии к православию селе новой деревянной церкви «без пышнасці».
- 1838: Помещик Роман Форейштер. 32 дворов, 290 чел. Минская духовная консистория дает подряд на строительство Воскресенской церкви (кроме иконастаса) за казённый счет минскому еврею купцу Давиду Гецову.
- 1842: Помещик Иоан Парланд.
- 1847, марта 31: Село, фольварок, имение помещика Иосифа Гельтмана (по купчей). 41 тяглое крестьянское хозяйство и 6 хозяйств огородников, именной список 312 жителей (151 муж. и 161 жен.). У крестьян 170 тяглых волов, 124 коровы, 63 быка, 89 телят, 185 овец, 139 голов нерогатого скота, 321 улей с пчёлами и 525 пустых; 764 десятин пашни и 684 десятины сенокосов. Корчма, водяная мельница с сукновальней, завод рогатого скота (120 коров), 2 смолокуренные печи.
- 1866: «Радзиловичи». 46 дворов, 268 чел. (126 муж. и 142 жен.).
- 1868, июля 31: Радивиловицкое сельское общество Тонежской волости. 43 двора, 115 ревизских душ муж. пола. Выкупной акт с именным списком 46 крестьян-хозяев, которые выкупали более 1519 десятин земли с правом ловли рыбы в озере Пердичево.
- 1870, января 1: 114 душ крестьян-собственников.
- 1871: Церковно-приходская школа, в которой учатся 10 мальчиков.
- 1875, июля 27: Фольварк Радиловичи имения Букча покупает купеческий сын Иван Обухов.
- 1886: 53 двора, 298 чел.
- 1897: При просёлковой дороге в Храпун. 76 дворов, 522 чел. (291 муж. и 231 жен.). Приходская церковь, зернозапасный магазин. Швец.
- 1898: «Радзивиловичи». Водяная мельница Московского лесопромышленного общества.
- 1905: Строительство одноклассной церковно-приходской смешанной школы.
- 1909: «Радиловичи», село и имение. 116 дворов, 672 чел.
- 1913, сентября 18: «Букча-Радзиловичи», имение великого князя Александра Михайловича.
- 1917: 110,5[что это значит?] дворов, 875 православных прихожан (442 муж. и 433 жен.). В одноклассной смешанной церковно-приходской школе учатся 45 мальчиков и 2 девочки.
- 1920: Установление советской власти и раздел земли на 52 надела.
- 1922: Отход деревни на советскую сторону после польской оккупации.
- 1925: «Радилевичи», деревня Букчанского сельсовета Туровского района. 1 швец, 1 сплавщик. Школа на белорусском языке: 50 учеников (43 мальчиков и 7 девочек): 48 белорусов, 2 еврея; 1 десятина пашни и 0,25 десятин огорода.
- 1926/27, зима: Эпидемия скарлатины.
- 1928: 160 дворов, 926 чел. (461 муж. и 465 жен.): 908 белорусов, 18 евреев. Школа на бел. языке, 36 учеников, 4 группы. Крестьяне имеют 28 коней, 402 вола, 643 коровы, 246 свиней.
- 1930: Организация колхоза «На варце» во главе с 25-тысячником ленинградцем Гузовым. Открытие детского сада-яслей.
- 11 февраля 1931: Радиловичи переименовываются в деревню Дзержинск Туровского района.
- 1932: Строительство новой семилетней школы.
- 1943. Деревня сжигается немецко-фашистскими карателями.
- 1954, января 8: Центр Дзержинского сельсовета.
- 1962: Открытие средней школы.
- 1981, октября 5: 399 чел.
- 1987: Строительство новой кирпичной двухэтажной школы на 370 учеников.
- 1997: 420 дворов, 1112 чел.
- 1998: Центр сельсовета и колхоза, средняя школа, Дом культуры, библиотека, отделение связи, церковь.
- 1999, января 1: 365 хозяйств, 1100 жителей, из них 458 трудятся, 262 детей до 15 лет, 340 пенсионеров. Согласно переписи, 1076 чел. (503 муж. и 573 жен.).

## Ойконим
Происхождение айконима Радиловичи, вероятно, связано с местонахождением рады старейших, за которым закрепилось название поселения. Согласно иной версии, первыми поселенцами тут были люди из племени радичов, откуда, вероятно, и пошло название — Радиловичи. Нельзя исключить и происхождение названия поселения от слов родить или народить.
Дзержинск — мемориальный айконим, который отражает общую тенденцию, когда происходила замена стародавних названий на новые в честь деятелей Коммунистической партии и Советского государство. Про происхождение этого названия А. Ф. Рогалеў пишет:
«У 1931 годзе па iніцыятыве пагранічнікаў в. Радзілавічы сталi называць iмем „рыцара рэвалюцыi“ Ф. Э. Дзяржынскага. Пры замене назвы кіраваліся той памылковай думкай, што нібы тапонім Радзілавічы ўзнік паводле iмя князя Радзівiла (было б тады Радзівiлавічы). Спецыяльна займаючыся высвятленнем пытання, мы прыйшлi да высновы, што гэта не так. У старых документах нам не ўдалося знайсцi, каб Радзілавічы на рацэ Плаў былi звязаны неяк з прозвішчам Радзівiлаў.
У старабеларускай пісьменнасцi сустракаецца слова „радити“, ды i ў мясцовай гаворцы палешукоў „радзіць“ — значыць раіць, клапаціцца. Недалёка ад Турава ёсць вёска Сямурадцы, паходжанне якой даследчыкi тлумачаць якраз тым, што, мусіць, раней там збіралася на раду сем чалавек. Нешта падобнае, магчыма, было звязана i з айконімам Радзілавічы.
Добра было б захаваць для гісторыi гэтае мілагучнае старабеларускае слова. У многіх старых документах упамінаюцца Радзілавічы. З некаторага часу па 1520 год, мусіць, гэтая вёска належала вядомаму гетману ВКЛ К. I. Астрожскаму» .